# Miguel Obando Bravo
Miguel Obando Bravo (castellà: Miguel Obando y Bravo)  (La Libertad, 2 de febrer de 1926 - Managua, 3 de juny de 2018) fou un cardenal nicaragüenc que serví com a arquebisbe de Managua.

## Biografia
Obando va néixer a La Libertad, departament de Chontales. Va ingressar a la Societat Salesiana i estudià a cases de formació salesianes a San Salvador, El Salvador (llatí, grec, teologia, pedagogia, matemàtiques, física i filosofia); a Guatemala (teologia) i a Colòmbia i Veneçuela (psicologia vocacional).
Va ser nomenat bisbe titular de Puzia di Bizacena i bisbe auxiliar de Matagalpa el 18 de gener de 1968. Va ser consagrat el 31 de març de 1968, per Marco Antonio García y Suárez, bisbe de Granada, assistit per Clemente Carranza y López, bisbe d'Estelí, i per Julián Luis Barni Spotti, OFM, prelat de Juigalpa. Quan succeí el terratrèmol de Managua del 23 de desembre de 1972 va recórrer els carrers de les zones devastades de la capital durant 20 hores, amb la sotana blanca bruta per la pols, auxiliant i donant les absolucions a les víctimes del desastre, igual que 41 anys abans també ho havia fet el primer arquebisbe, monsenyor José Antonio Lezcano y Ortega, al terratrèmol del 31 de març de 1931.
Va ser promogut a la seu metropolitana de Managua el 16 de febrer de 1970 pel Papa Pau VI. Traslladà els oficis divins i la Cúria arxiepiscopal de l'antiga catedral de Managua a l'església de les Sierritas de Santo Domingo, als afores de la capital, a causa de com de malmesa havia quedat la catedral. El 4 de setembre de 1993 consagrà la nova catedral metropolitana, dissenyada per l'arquitecte mexicà Ricardo Legorreta. Obando Bravo és recordat pel seu protagonisme com un defensor actiu dels drets humans a Nicaragua durant la dictadura d'Anastasio Somoza i del règim sandinista.
Va ser triat com a president de la Conferència Episcopal de Nicaragua, 1971-1974; i 1979-1983. També va ser triat com a president del Secretariat Episcopal d'Amèrica Central i Panamà servint a partir de 1976-1980. El 25 de maig de 1985 va ser creat cardenal pel Papa Joan Pau II, amb el títol de cardenal prevere de S. Giovanni Evangelista a Spinaceto, convertint-se en el primer cardenal de Nicaragua. L'1 d'abril de 2005, un dia abans de morir, el Papa Joan Pau II acceptà la seva renúncia com a arquebisbe, sent succeït per monsenyor Leopoldo Brenes.
Va participar en el conclave papal 2005 que va triar el Papa Benet XVI. A la Cúria Romana és membre de la Congregació pel Culte Diví i la Disciplina dels Sagraments, de la Congregació per al Clergat i de la Congregació per als Instituts de Vida Consagrada i Societats de Vida Apostòlica. A més, és Conseller de la Pontifícia Comissió per Amèrica Llatina. Va perdre el dret a participar en un conclave quan va complir els 80 anys en 2006.
El 14 de març de 2007, va anunciar en una conferència de premsa duta a terme a la Universitat Catòlica Única que havia acceptat una sol·licitud feta al gener pel president de Nicaragua, Daniel Ortega, per presidir la Comissió de Pau i Reconciliació, que s'encarrega de vetllar per l'aplicació dels acords signats amb els nicaragüencs que van ser afectats per la guerra civil de la dècada de 1980. Ell va acceptar la presidència "a títol personal" (en el seu propi nom). El febrer de 2007 havia indicat que acceptaria només si la Santa Seu li ho permetia. El 10 de 10 de març de 2007 va tenir una audiència amb el Papa Benet XVI i en la roda de premsa el cardenal va dir que el Papa li havia dit que «treballés per la reconciliació de la família nicaragüenca».
El 2 d'abril de 2016 va ser declarat tercer pròcer de Nicaragua. La llei que el declarà "Pròcer Nacional de la Pau i la Reconciliació" va ser aprovada per 65 vots a favor i un vot en contra.

## Opinions

### Règim de Somoza
Obando va esdevenir un opositor a la corrupció del règim d'Anastasio Somoza a finals de 1970 expressant crítiques en les seves cartes pastorals, així com a través de les columnes que va escriure per al Boletín de la Arquidiócesis de Managua. Va ser crític davant la corrupció del règim, que es va manifestar a través de la mala gestió del govern dels fons d'ajuda després del terratrèmol de Managua de 1972, i es va convertir en un crític obert de les violacions dels drets humans dutes a terme per la  Guàrdia Nacional. Va ajudar a deslegitimar el règim al negar-se a acceptar l'automòbil Mercedes que Somoza li va donar i rebutjant les invitacions per assistir a les cerimònies oficials estatals.

### Sandinistes a l'oposició
Obando va servir com a intermediari entre el Front Sandinista d'Alliberament Nacional (FSLN) i el govern de Somoza en dues ocasions durant els incidents de presa d'ostatges per part dels sandinistes. En una carta pastoral escrita el juny de 1979, l'arquebisbe va parlar a favor de l'ús dels sandinistes de la força armada per enderrocar el règim de Somoza i va animar els nicaragüencs a no tenir por del socialisme. Com a resultat de les seves crítiques al règim de Somoza, Obando va ser referit sovint pel govern com a "Comandante Miguel", com si fos un líder sandinista.

### Els Sandinistes al poder
La relació d'Obando amb els sandinistes s'alterà dramàticament a la dècada de 1980. Es va convertir en un dels oponents domèstics més oberts del govern revolucionari. Es va oposar a l' "església popular" (clergues radicals que van donar suport a la teologia de l'alliberament), i va prohibir la Misa Campesina Nicaragüense. Va insistir en l'obligació canònica del clergat per negar-se a facilitar l'exercici del poder civil. Per tant, el sacerdot jesuïta Fernando Cardenal (un germà del capellà poeta Ernesto Cardenal), que es va negar a renunciar al seu càrrec com a ministre d'educació en el govern sandinista, va ser expulsat del seu ordre en 1984.
Obando es va oposar al que va anomenar el "comunisme ateu" dels sandinistes. Va criticar moltes de les seves polítiques, incloent el reclutament militar i les restriccions de la llibertat de premsa, i va acusar els sandinistes de violacions de drets humans. Els sandinistes, al seu torn, es va queixar que ell hauria d'haver atacat a l'ajuda dels Estats Units als Contras. Inicialment, Obando havia promès al públic que si es van informar de manera verificable violacions dels drets humans per part dels Contras, hauria de denunciar-los. Quan molts d'aquests abusos van ser reportats per organitzacions (entre elles Human Rights Watch i diversos grups de drets humans establerts pel clergat de l'Església Catòlica), però, no va denunciar-los com ho havia promès. En lloc d'això, va viatjar als Estats Units el gener de 1986 i va declarar el seu suport a la Contra fomentant així que el Congrés dels Estats Units els proporcionés ajuda militar. Això va preparar l'escenari per a una confrontació radical entre ell i el govern sandinista. Els sandinistes, que ja el juliol de 1984 havien expulsat deu sacerdots estrangers (que havien expressat la seva solidaritat amb una altra figura religiosa que havia estat acusada de ser un contrarevolucionari), van respondre reprenent Obando repetidament en fòrums públics. Malgrat la popularitat que els sandinistes havien gaudit en el temps, aquest episodi sens dubte danyà el seu suport popular, ja que Obando era (segons el periodista Stephen Kinzer) molt popular entre els nicaragüencs cristians.

## Honors
Premi Bruno Kreysky per la pau i la llibertat, Viena, Àustria, (1979)
Placa per la Pau i la Llibertat del Poble de Nicaragua, San Francisco, (1980)
Doctor Honoris Causa per la Universitat Francisco Marroquín (1986)
  Orde de Francisco de Miranda de 1ª clase (Veneçuela) (1981)
 Cavaller Gran Creu de l'orde d'Isabel la Catòlica (Espanya) (1992)
Medalla d'Honor de l'Assemblea Nacional de Nicaragua (1995)
 Gran cordó de l'orde de l'Estel Brillant (República de la Xina) (1995)
 Gran Creu de l'orde del Mèrit de la República Federal Alemanya (1996)